# Svartabborrtjärnen (Ramsele socken, Ångermanland, 704797-152247)
Svartabborrtjärnen är en sjö i Sollefteå kommun i Ångermanland och ingår i Ångermanälvens huvudavrinningsområde.